# Ángela Cattaneo
Ángela Cattaneo je argentinska hokejašica na travi. Igra na mjestu vratarke.
Svojim igrama je izborila mjesto u argentinskoj izabranoj vrsti. 